# Julia Dujmovitsová
Julia Dujmovitsová (* 12. června 1987, Güssing) je rakouská snowboardistka.
Na olympijských hrách v Soči roku 2014 vyhrála závod v paralelním slalomu. Stala se tak prvním Rakušanem, který získal olympijské zlato ve snowboardingu. Jejím nejlepším výsledkem na mistrovství světa jsou dvě druhá místa, v paralelním obřím slalomu roku 2013 a paralelním slalomu roku 2015. Má též zlato z univerziády v roce 2013. Jejím nejlepším celkovým umístěním ve slalomových disciplínách ve světovém poháru je dvakrát třetí místo (2012, 2014). 21krát stála ve světovém poháru na pódiu, třikrát na stupni nejvyšším. V roce 2018 ukončila kariéru, ale pod dvou letech se na závodní svahy překvapivě znovu vrátila. Byla svědkem katastrofy lanovky v Kaprunu 11. listopadu 2000, při níž zemřelo 155 lidí včetně jejích přátel a kolegů z týmu. Sama se havárii vyhnula jen těsně. "Vzhledem k tomu, že u lanovky byla velká fronta, můj bratr navrhl vzít místo toho gondolu. Rozhodnutí, které nám nakonec zachránilo život," komentovala to.